# Jessica campesina
Jessica campesina là một loài nhện trong họ Anyphaenidae.
Loài này thuộc chi Jessica. Jessica campesina được miêu tả năm 1979 bởi Bauab.